# County Longford
Longford (irisch An Longfort) ist ein County in der Provinz Leinster in der Mitte der Republik Irland.

## Geografie
Longford liegt in der zentralirischen Ebene und wird im Westen durch den Fluss Shannon begrenzt, in den hier die Flüsse Camlin und Inny münden und der im Südwesten den Lough Ree durchfließt. Im nördlichen Teil liegt der Lough Gowna, der in den Erne abfließt.
Der Royal Canal, der in Dublin beginnt, fließt durch das County und endet bei Cloondara in den Shannon. Nach vielen Jahren des Zerfalls wurde er erneuert und 2010 wieder eröffnet.
Es gibt einige Bergrücken mit Höhen von unter 300 Metern; der höchste von ihnen ist der Carn Clonhugh (Corn Hill) mit einer Höhe von 278 Metern. Etwa ein Fünftel der Fläche der Grafschaft ist mit Mooren bedeckt.

## Geschichte
Der Corlea Trackway ist ein eisenzeitlicher Bohlenweg, der bei Kenagh über ein Moor führt. Im Mittelalter gehörte Longford zum Königreich Meath. Die Grafschaft wurde 1569 gegründet.

## Wirtschaft
Die Landwirtschaft besteht in der Hauptsache aus Rinderzucht und Milchwirtschaft. Es gibt Nahrungsmittel- und Textilindustrie.

## Politik
Die Sitzverteilung im Longford County Council nach der Kommunalwahl im Juni 2024 ist:
| Partei      | Sitze |
| ----------- | ----- |
| Fine Gael   | 8     |
| Fianna Fáil | 8     |
| Unabhängige | 2     |

Für die Wahlen in das irische Parlament (Dáil Éireann) bildet Longford mit Westmeath einen Wahlkreis, in dem fünf Abgeordnete gewählt werden.
| Partei      | Sitze |
| ----------- | ----- |
| Fine Gael   | 2     |
| Fianna Fáil | 1     |
| Sinn Féin   | 1     |
| Unabhängige | 1     |

## Sehenswürdigkeiten
- Das Portal Tomb von Aghnacliff an der Westseite des Lough Gowna
- Das Portal Tomb von Birrinagh befindet sich östlich des Lough Gowna
- Longford Cathedral

## Persönlichkeiten
- Louis Belton (1943–2023), Politiker
- Frank Carter (1910–1988), Politiker
- Padraic Colum (1881–1972), Schriftsteller
- Marguerite Donlon (* 1966), Tänzerin, Choreografin und Ballettdirektorin
- Maria Edgeworth (1767–1849), Schriftstellerin
- Seán Mac Eoin (1893–1973), IRA-Kämpfer und später irischer Verteidigungsminister
- Pat Lee (1944–2023), Arzt und Politiker
- Joe Sheridan (1914–2000), Politiker
- Mae Sexton (* 1955), Politikerin
- Henry Hughes Wilson (1864–1922), General im Ersten Weltkrieg